# KNM Kya (S-317)
Pour les autres navires du même nom, voir KNM Kya.
Le KNM Kya (numéro de coque : S-317) est un sous-marin de classe Kobben de la marine royale norvégienne.

## Fabrication
Le navire a été commandé à Thyssen Nordseewerke à Emden, où la quille a été posée en 1961. Il a été lancé le 20 février 1964 et achevé le 15 juin 1964.

## Service
Le navire a été acquis par le Danemark le 10 juillet 1991, et annexé à sa flotte le 17 octobre 1991 sous le nom de KDM Springeren. En juin 1992, le navire a été définitivement annexé au contingent de la flotte de l’OTAN dans l’océan Atlantique. Le navire a été retiré du service le 25 novembre 2004.